# Rafík Dzsebúr
Rafík Dzsebúr (Grenoble, 1984. március 8. –) algériai válogatott labdarúgó.

## Fordítás
- Ez a szócikk részben vagy egészben  a   Rafik Djebbour) című angol Wikipédia-szócikk fordításán alapul.  Az eredeti cikk szerkesztőit annak laptörténete sorolja fel. Ez a jelzés csupán a megfogalmazás eredetét és a szerzői jogokat jelzi, nem szolgál a cikkben szereplő információk forrásmegjelöléseként.